# رامون فيغا
رامون فيغا هو لاعب كرة قدم سويسري في مركز قلب الدفاع، ولد في 14 يونيو 1971 في أولتن في سويسرا. شارك مع منتخب سويسرا لكرة القدم. أما مع النوادي، فقد لعب مع توتنهام هوتسبير ونادي سلتيك ونادي غراسهوبر زيوريخ ونادي كالياري ونادي كريتيل ونادي واتفورد.

## وصلات خارجية
- رامون فيغا على موقع الاتحاد الدولي (مؤرشف)  (الإنجليزية)
- رامون فيغا على موقع قاعدة بيانات كرة القدم.إي يو (الإنجليزية)
- رامون فيغا على موقع ناشيونال فوتبول تيمز (الإنجليزية)
- رامون فيغا على موقع Soccerbase.com (لاعب) (الإنجليزية)
- رامون فيغا على موقع Soccerway.com (الإنجليزية)
- رامون فيغا على موقع عالم كرة القدم.نت (الإنجليزية)